# Escholzmatt
Escholzmatt est une localité et une ancienne commune suisse du canton de Lucerne, située dans l'arrondissement électoral d'Entlebuch. 
Hugo Loetscher en a été fait citoyen d'honneur en 2004.

## Histoire

Vue aérienne de 500 m par Walter Mittelholzer (1922)

Elle a fusionné le 1er janvier 2013 avec la commune de Marbach pour former la commune d'Escholzmatt-Marbach.